# Asti Asmodiwati
Asti Asmodiwati (ur. 14 sierpnia 1967 w Dżakarcie) – indonezyjska piosenkarka.
Popularność zdobyła pod koniec lat 80. za sprawą utworu „Satu Jam Saja”, który stał się przebojem radiowym. Z tą samą piosenką wygrała konkurs wokalny Lomba Penyanyi Remaja, organizowany przez jedną z dżakarckich rozgłośni radiowych. W 1992 r. ukazał się jej debiutancki album solowy pt. Masih Ada Aku. Wydała także kompilację we współpracy z zespołem Modulus Band, którego okres największej popularności przypadł na lata 90.
Jej piosenka „Satu Jam Saja” była ponownie popularyzowana przez Audy i Lalę Karmelę. Utwór został także wykorzystany w ścieżce dźwiękowej do filmu o tej samej nazwie.

## Dyskografia
Albumy studyjne
- 1992: Masih Ada Aku / Asti[4][7]
- 1995: Karena Cinta[8]
- 1998: Hanya Ingin Dirimu[9]